# Speculum Maius
Speculum Maius és el nom de l'enciclopèdia medieval de Vicent de Beauvais, una de les obres de referència més ambicioses del període, amb 3 milions de mots aproximadament. El seu títol, que significa Gran Mirall, resumeix la pretensió de reflectir per escrit tot el coneixement disponible. Publicada al segle xiii, va gaudir de considerable difusió fins al Renaixement. Se'n troben còpies de la part històrica a la Biblioteca capitular de Barcelona.

## Estructura
L'enciclopèdia consta de tres parts: Speculum Naturale, Speculum Doctrinale i Speculum Historiale, que tracten respectivament de la natura, la ciència i la història. Posteriorment s'afegí un volum apòcrif sobre moral, recollint pensament de diversos autors.
L'obra es va difondre àmpliament i es conserva en diversos manuscrits. La crítica textual ha identificat les famílies que han transmès l'obra: per a la primera i segona part part n'hi ha dues, la versió Tournai i la Douai (la més acceptada) mentre que per a la tercera, la de més èxit, a part de la còpia Douai es conserven quatre versions més.

### Speculum Naturale
El primer volum narra com es va produir la Creació, seguint el punt de vista del Gènesi però incorporant troballes de diversos pensadors cristians i pagans. Comença explicant la doctrina de la Santíssima Trinitat i les característiques dels àngels i posteriorment indica com es van crear i els atributs de la llum i els quatre elements clàssics, essència de tot allò que existeix. Més endavant recrea la traïció de Llucifer i reflexiona sobre el temps i la cosmologia imperant.
Quan ja s'apropa a la Terra, resumeix les nocions de geografia de l'Edat Mitjana i fa un ampli compendi dels éssers vius coneguts, cadascun amb atributs mèdics associats. Per acabar incorpora un tractat d'anatomia humana.

### Speculum Doctrinale
Aquest volum aborda les qüestions lligades a l'educació i els diferents oficis, recollint tant els conceptes bàsics del trivi i del quadrivi com nocions de les diferents ciències. Inclou un petit diccionari de llatí i algunes de les històries més famoses de l'Antiguitat grecollatina.
En aquesta segona part resumeix també la seva filosofia, de caràcter escolàstic. Destaquen els tractats sobre les diferents virtuts. Més endavant dona consells sobre les arts pràctiques, seguint la divisió del saber d'Hug de Sant Víctor. Apareix també un capítol rellevant sobre la música, on segueix a Boeci.

### Speculum Historiale
Al tercer volum resumeix la història del món fins al 1250, seguint molt de prop el Chronicon d'Hélinand de Froidmont. Comença pels relats de la Bíblia, explica les llegendes de Babilònia, es deté sobretot a l'època grega i romana i segueix explicant els fets més rellevants d'Orient. Després se centra ja en l'Europa medieval, destacant l'aportació de Carlemany i els diversos regnes. L'apartat consta igualment d'una nòmina d'autors literaris de fama.